# Płowdiw
Płowdiw (bułg. Плoвдив) – miasto w środkowej Bułgarii, ośrodek administracyjny obwodu Płowdiw i gminy Płowdiw, w zachodniej części Niziny Górnotrackiej, nad rzeką Maricą. Według danych szacunkowych Ujednoliconego Systemu Ewidencji Ludności oraz Usług Administracyjnych dla Ludności, 15 września 2023 roku miejscowość liczyła 368 809 mieszkańców.
Drugie po Sofii pod względem liczby mieszkańców miasto Bułgarii i jedno z najstarszych w kraju. Ważny ośrodek gospodarczy i naukowo-kulturowy kraju (5 szkół wyższych). Port lotniczy, węzeł kolejowy i drogowy.
W mieście od 1882 r. odbywają się Targi Płowdiwskie. Tutaj też założono pierwszą bułgarską szkołę.
Rozwinięty przemysł spożywczy (głównie tytoniowy – około 50% produkcji krajowej, młynarski, cukrowniczy, winiarski, owocowo-warzywny), samochodowy, maszynowy, metalowy, włókienniczy (bawełniany i jedwabniczy), chemiczny, odzieżowy, skórzano-obuwniczy, drzewny oraz hutnictwo metali nieżelaznych (ołów, cynk).
W mieście znajduje się stacja kolejowa Płowdiw.

## Położenie
Płowdiw położony jest wśród siedmiu wzgórz zwanych z turecka tepe, nad rzeką Maricą, na skraju Rodopów i Niziny Górnotrackiej. Sto lat temu jedno ze wzgórz – Markowo Tepe zostało zniwelowane przy rozbudowie miasta. Trzy wzgórza dobrze widoczne dla zwiedzających to Bunardżik Tepe, Dżendem Tepe oraz Sachet Tepe. W obrębie dawnego rzymskiego Trimontium znajdują się trzy pozostałe wzgórza: Dżambaz Tepe (największe i najwyższe), Taksim Tepe oraz Nebet tepe (tur. Wzgórze straży).

### Klimat
| Miesiąc                                | Sty | Lut | Mar | Kwi | Maj | Cze | Lip | Sie | Wrz | Paź | Lis | Gru | Roczna |
| -------------------------------------- | --- | --- | --- | --- | --- | --- | --- | --- | --- | --- | --- | --- | ------ |
| Średnie temperatury w dzień [°C]       | 5   | 8   | 13  | 18  | 24  | 28  | 31  | 30  | 26  | 19  | 12  | 7   | 18,4   |
| Średnie temperatury w nocy [°C]        | -3  | -1  | 2   | 6   | 11  | 15  | 17  | 17  | 13  | 8   | 3   | -1  | 7,2    |
| Opady [mm]                             | 27  | 34  | 37  | 41  | 77  | 57  | 39  | 43  | 35  | 37  | 36  | 39  | 502    |
| Źródło: NajlepszaPogoda.com 17.08.2016 |     |     |     |     |     |     |     |     |     |     |     |     |        |

## Historia
Z odkryć archeologicznych przeprowadzonych na terenie miasta i w jego pobliżu wynika, że było ono zamieszkane na długo przed I tysiącleciem p.n.e. Do IV stulecia p.n.e. znajdował się tu warowny gród Traków o nazwie Eumolpias. W roku 342 p.n.e. został on podbity przez Filipa II Macedońskiego. Wtedy miasto zostało nazwane Filipopolis (Philippopolis), co Trakowie przetłumaczyli jako Pulpudewa. W 46 r. miasto przejęli Rzymianie i nazwali je Trimontium – miasto na trzech wzgórzach. Uczynili je głównym miastem Tracji. Biegł tutaj ważny szlak bałkański – Via Diagonalis. Rzymianie wzbogacili miasto o stadion, teatr, liczne łaźnie i wiele innych budowli.
Po upadku Rzymu, we wczesnym średniowieczu tereny te zasiedliły plemiona słowiańskie, a w IX wieku Płowdiw wszedł w skład pierwszego państwa bułgarskiego. Przez następnych kilka stuleci miasto było graniczną twierdzą bizantyjską. Wskutek tego czterokrotnie plądrowali je krzyżowcy. W 1363 roku wpadło w ręce Turków, którzy nadali mu nazwę Filibe.
W roku 1878 po zakończeniu wojny rosyjsko-tureckiej miejscowość otrzymała obecną nazwę Płowdiw, a po kongresie berlińskim do 1885 roku była stolicą prowincji tureckiej – autonomicznego regionu Rumelia Wschodnia. 6 września 1885 zajęły ją wojska bułgarskie, a pół roku później (24 marca 1886) całkowite zwierzchnictwo nad prowincją i miastem Turcja przekazała Bułgarii.
W 1882 roku zorganizowano tam po raz pierwsze Targi Płowdiwskie, które przyczyniły się do rozwoju gospodarczego miasta. Odtąd stało się ono głównym ośrodkiem handlowym Bułgarii.
Podczas II wojny światowej Płowdiw przez krótki czas okupowany był przez Niemców, ale w roku 1944 wyparła ich Armia Czerwona.
W 2019 r. miasto było Europejską Stolicą Kultury.

## Zabytki i atrakcje turystyczne
W mieście widać wciąż ślady zamierzchłej przeszłości miasta – między innymi pozostałości murów rzymskich, starożytne ruiny, a także wciąż czynny teatr rzymski. Poza tym można zobaczyć:
- Cerkiew Świętych Konstantyna i Heleny
- Cerkiew św. Mariny
- Cerkiew św. Dymitra
- Cerkiew św. Niedzieli
- synagogę
- Minaret (1456) i Meczet Dżumaja (XV–XVI wiek)
- Dom Bałabanowa
- Galeria sztuki Starego Miasta
- Galeria Złatju Bojadżijewa
- Pieszy trakt Knjaz Aleksander Batenberg
- park miejski
- liczne place

### Muzea i galerie
- Muzeum Archeologiczne – Skarb panagiurski
- Państwowa Galeria Malarstwa
- Muzeum Etnograficzne – eksponaty związane z historią bułgarskiego rzemiosła

## Sport
W 1990 miasto gościło mistrzostwa świata juniorów w lekkoatletyce. W 1998 odbyły się mistrzostwa Europy w szermierce. Od 9 do 12 grudnia 2008 odbyły się tutaj mistrzostwa Europy kadetek i juniorek w boksie kobiecym. Po 11 latach, w 2009 znów mistrzostwa Europy w szermierce. W roku 2018 w Płowdiwie odbyły się mistrzostwa świata w wioślarstwie, i Mistrzostwa Świata Juniorów w kajakarstwie klasycznym. W 2021 roku miasto było współgospodarzem mistrzostw Europy w piłce siatkowej kobiet. Działają tu dwa kluby piłkarskie: Botew (najstarszy bułgarski klub) oraz Łokomotiw.

## Galeria

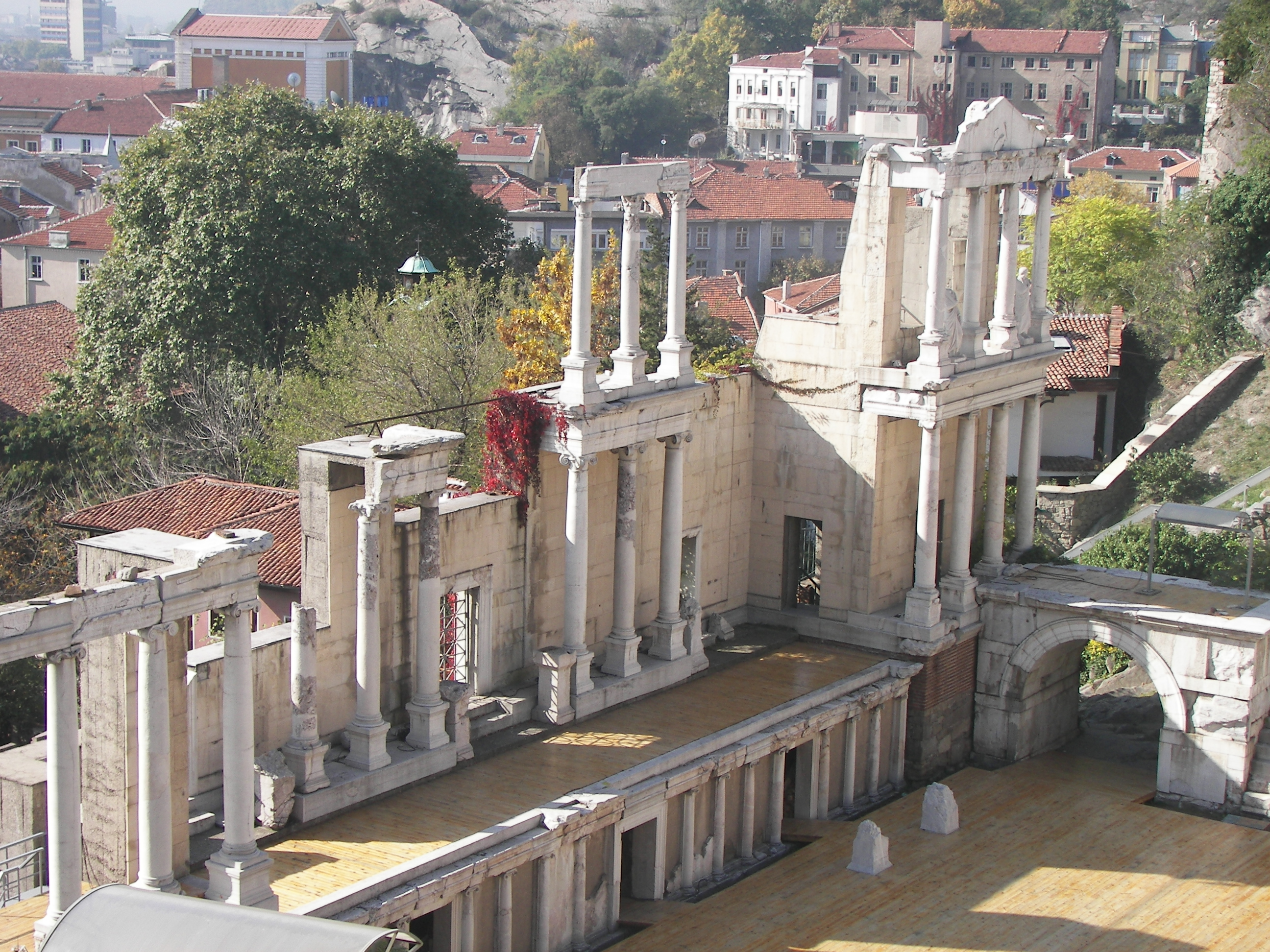
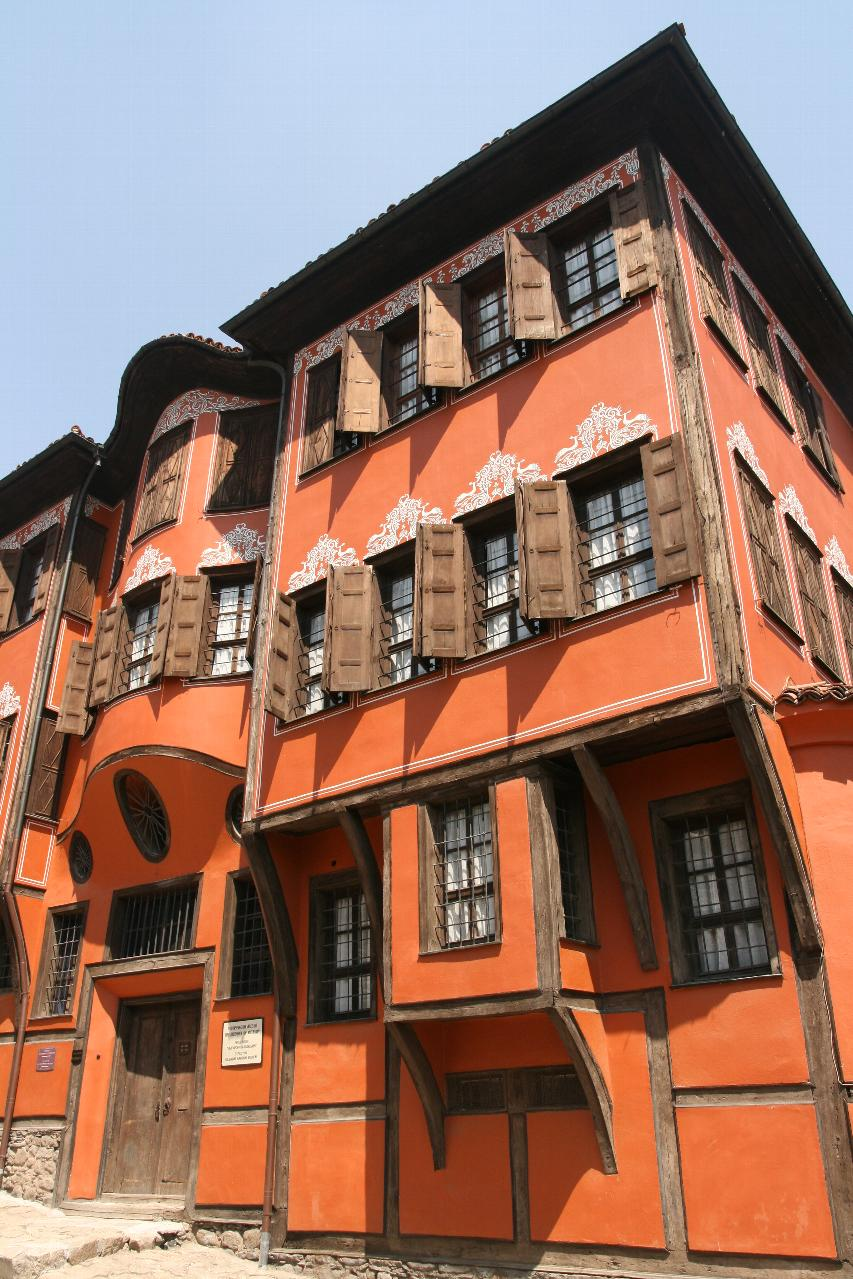
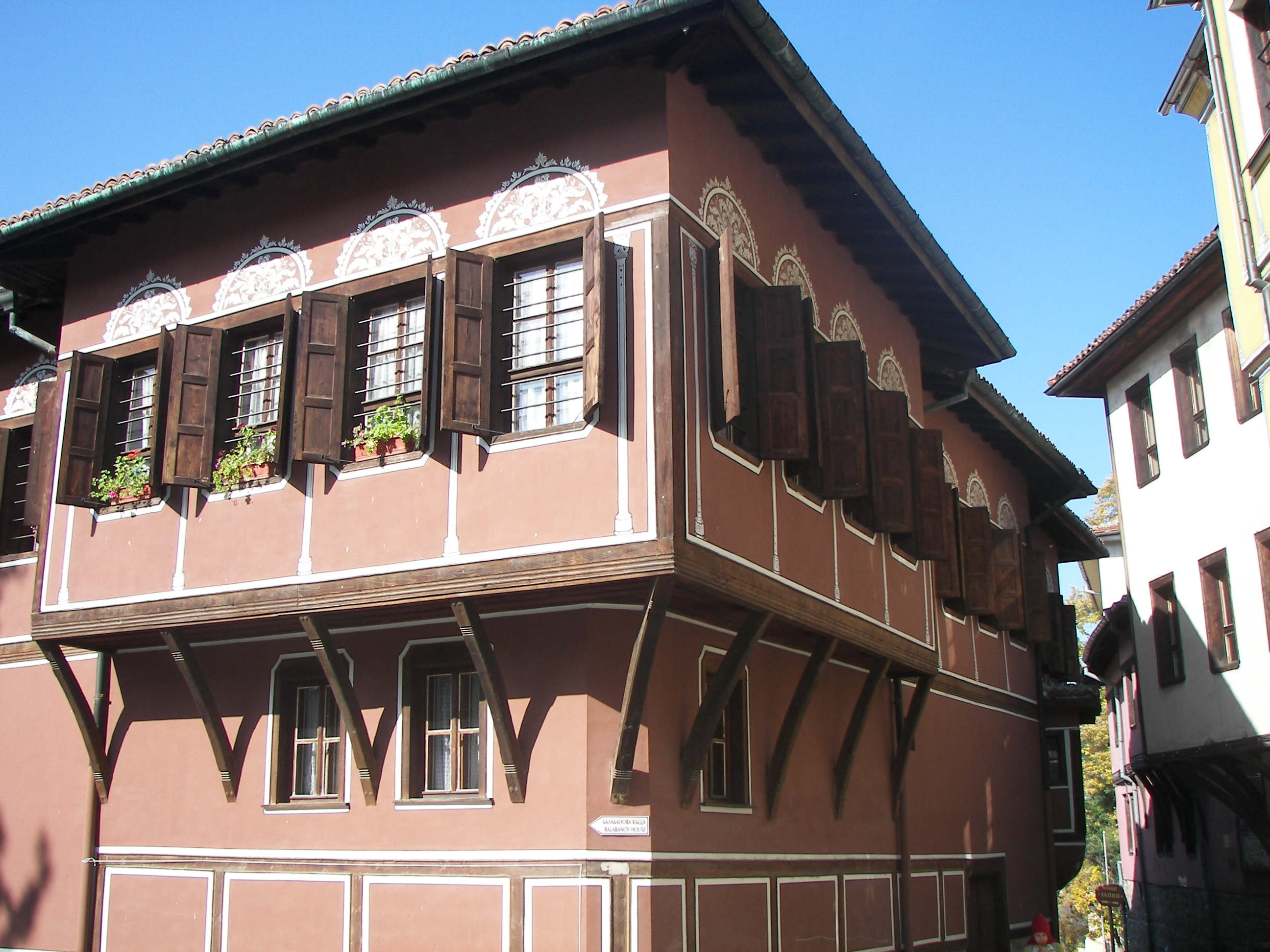
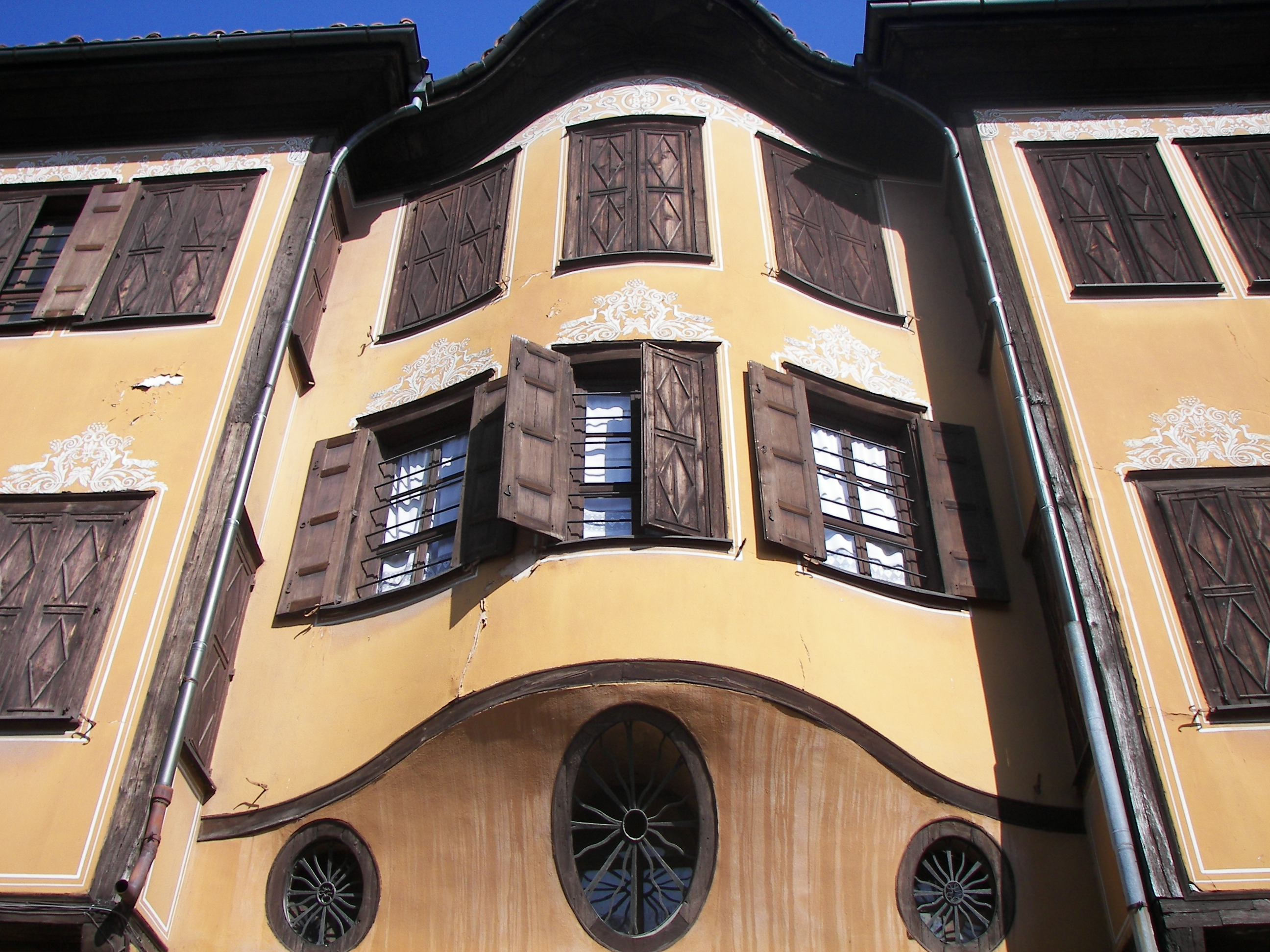
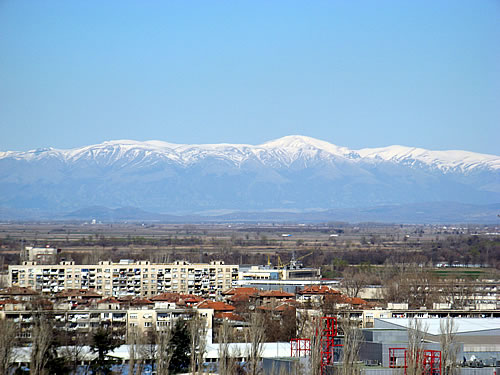
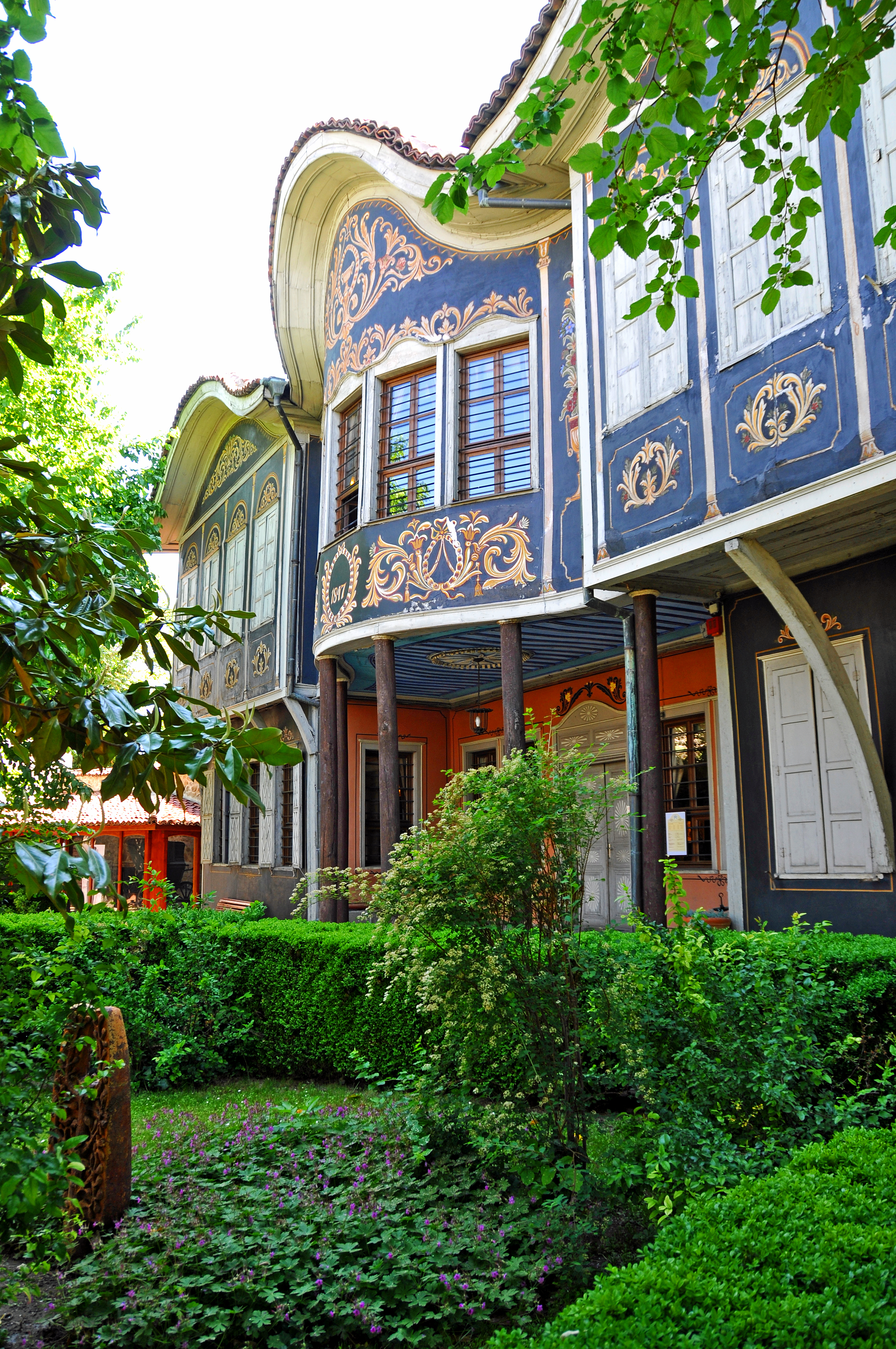
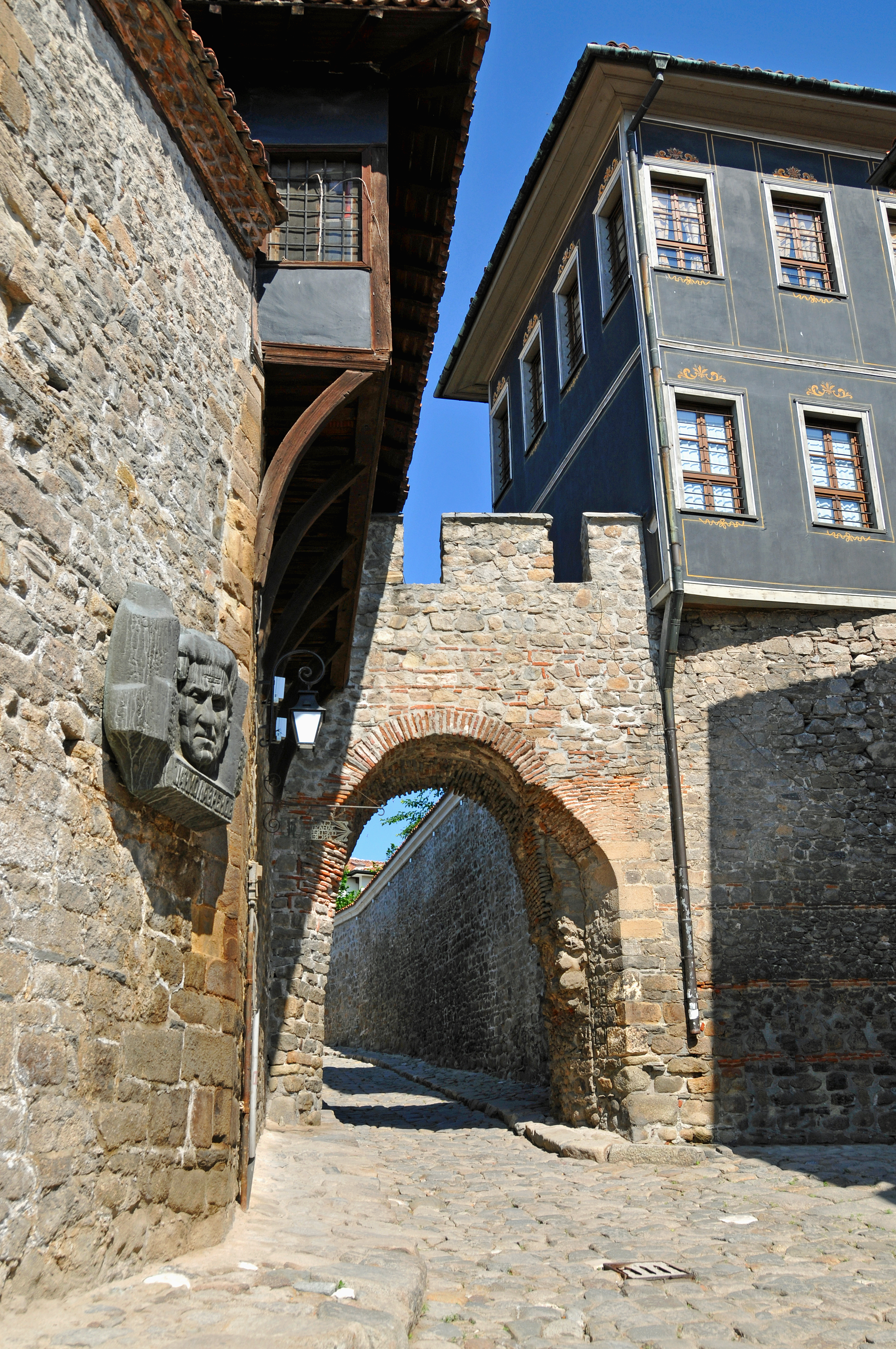

## Miasta partnerskie
Miasta partnerskie Płowdiwu:
- Brno, Czechy
- Bursa, Turcja
- Changchun, Chińska Republika Ludowa
- Columbia, Stany Zjednoczone
- Daegu, Korea Południowa
- Donieck, Ukraina
- Dżudda, Arabia Saudyjska
- Jekaterynburg, Rosja
- Giumri, Armenia
- Iwanowo, Rosja
- Kastoria, Grecja
- Koszyce, Słowacja
- Kumanowo, Macedonia Północna
- Kutaisi, Gruzja
- Leskovac, Serbia
- Lipsk, Niemcy
- Luoyang, ChRL
- Lwów, Ukraina
- Ochryda, Macedonia Północna
- Okayama, Japonia
- Petersburg, Rosja
- Petra, Jordania
- Poznań, Polska
- Rzym, Włochy
- Saloniki, Grecja
- Samarkanda, Uzbekistan
- Shenzhen, Chińska Republika Ludowa
- Stambuł, Turcja
- Valencia, Wenezuela